# Drakbåts-EM för landslag 1996

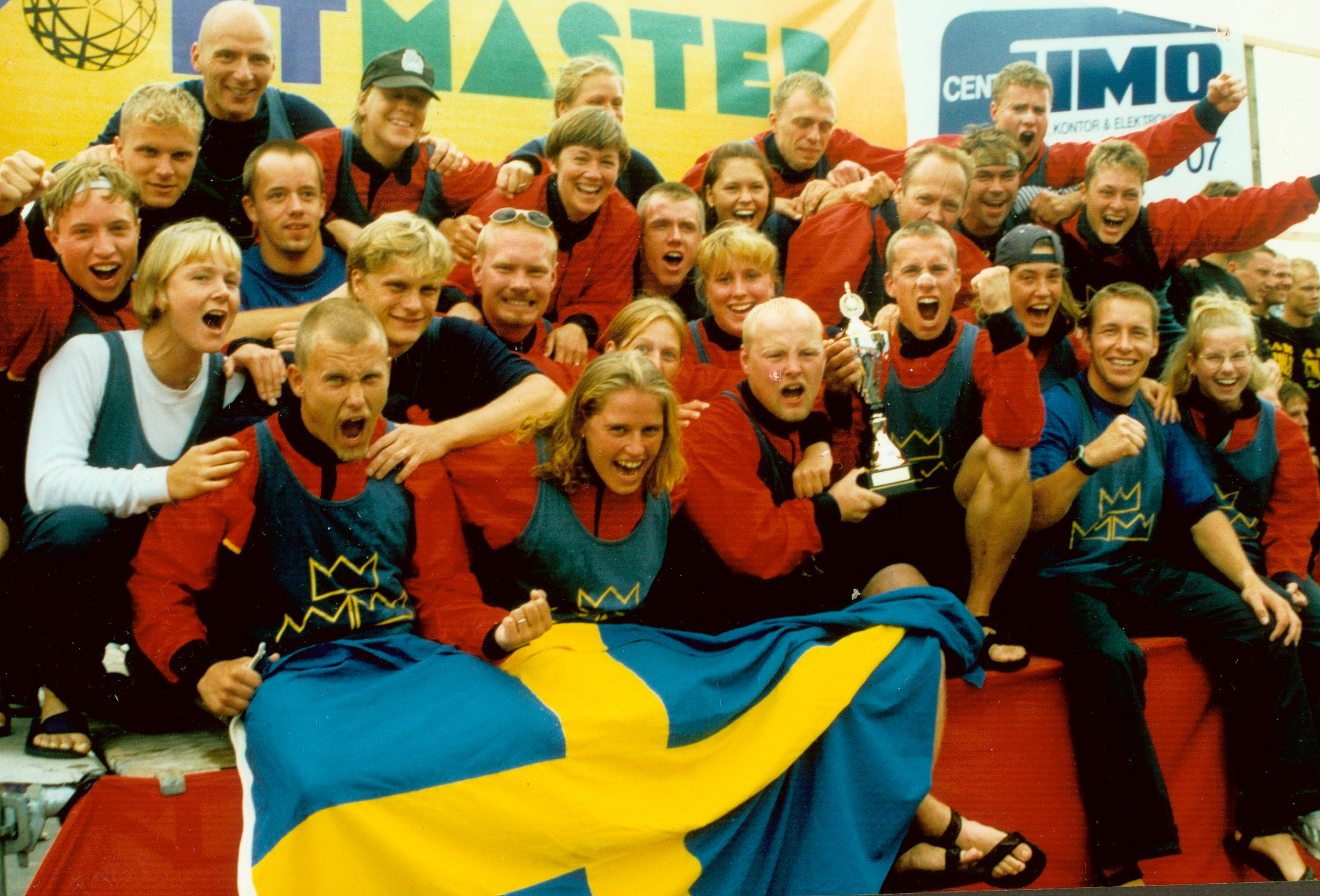
Det svenska drakbåtslandslaget som vann guld i mixed 500 meter.

Drakbåts-EM för landslag 1996 anordnades av EDBF i Silkeborg i Danmark den 30 augusti till den 1 september. Distanserna var 250 meter och 500 meter. Det tävlades i dam-, mixed- och open-klasser.
Det svenska drakbåtslandslaget tog 1 guld, 3 silver och 1 brons.

## Medaljtabell för premier
| Pl.    | Nation         | Guld | Silver | Brons | Totalt |
| ------ | -------------- | ---- | ------ | ----- | ------ |
| 1      | Tyskland       | 4    | 0      | 1     | 5      |
| 2      | Sverige        | 1    | 3      | 1     | 5      |
| 3      | Italien        | 1    | 2      | 0     | 3      |
| 4      | Schweiz        | 0    | 1      | 1     | 2      |
| 5      | Storbritannien | 0    | 2      | 2     | 4      |
| 6      | Danmark        | 0    | 0      | 1     | 1      |
| NP     | Nederländerna  | 0    | 0      | 0     | 0      |
| Totalt | Totalt         | 6    | 6      | 6     | 18     |

## Medaljsammanfattning

### Premier
| Klass                | Guld     | Silver  | Brons          |
| 250m, premier herrar | Tyskland | Italien | Danmark        |
| 500m, premier herrar | Tyskland | Italien | Sverige        |
| 250m, premier damer  | Tyskland | Sverige | Storbritannien |
| 500m, premier damer  | Tyskland | Sverige | Storbritannien |
| 250m, premier mixed  | Italien  | Sverige | Schweiz        |
| 500m, premier mixed  | Sverige  | Schweiz | Tyskland       |